# CLA Building
 El edificio de aulas, laboratorios y administración, comúnmente conocido simplemente como el edificio CLA, es un edificio en el campus de la Universidad Politécnica del Estado de California, Pomona (Cal Poly Pomona). Diseñado por el arquitecto basado en Albuquerque, Nuevo México, Antoine Predock en estilo futurista y completado en 1993, se ha convertido en la imagen definitoria de la universidad.     

## Valor formal icónico

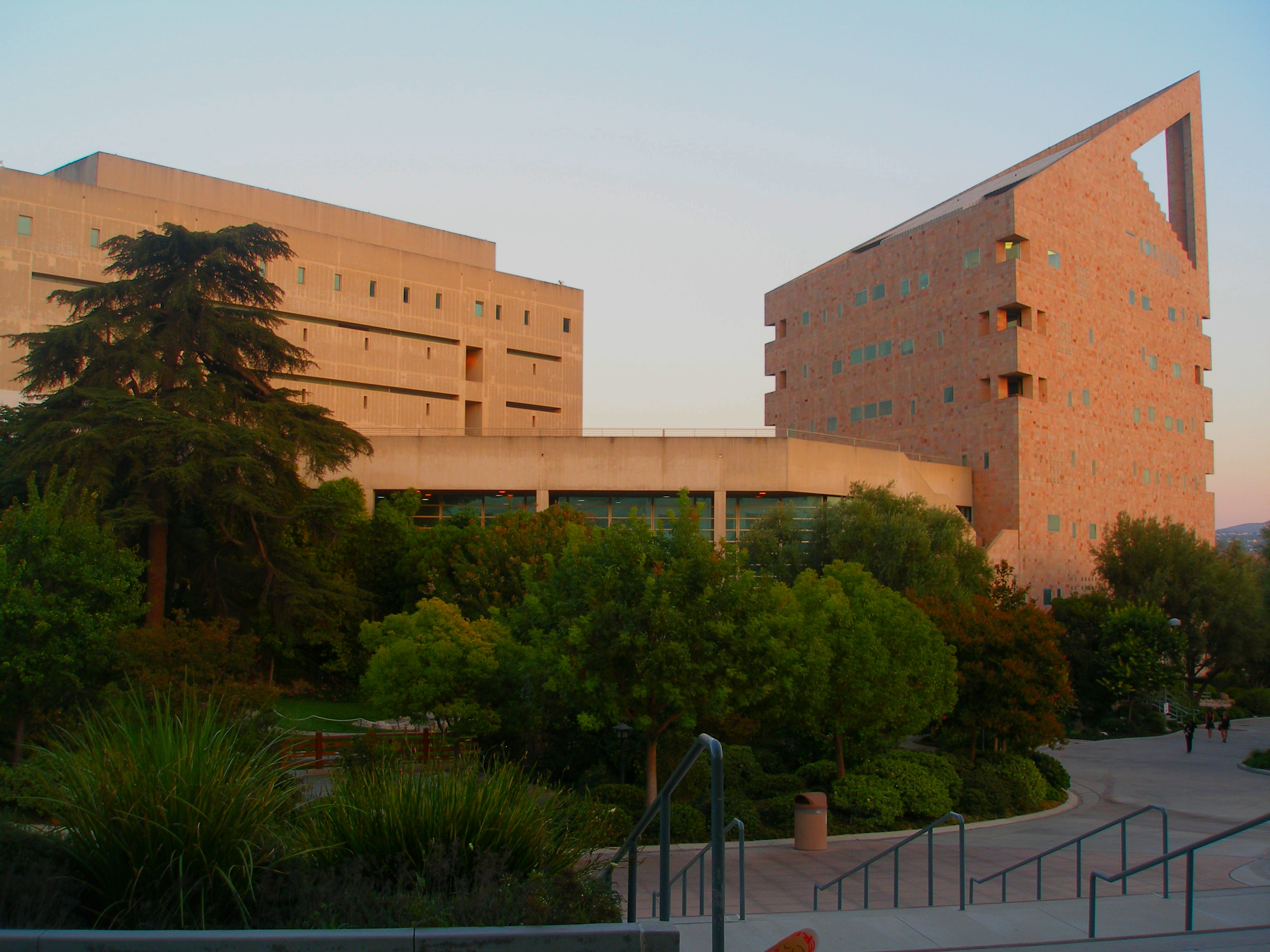
Complejo de edificios CLA

Su punta puntiaguda, triangular y abierta lo convierte en la torre más distintiva del campus universitario.  Según Predock, "inevitablemente, el asentamiento humano altera el paisaje. La habitación sucesiva ha alterado el valle de Pomona de la tierra seca original de Rancho San José. Ahora, el verde rancho de caballos árabes de WK Kellogg coexiste con el intercambio tecnológico de autopistas de gran escala ".  Debido a la proximidad de Cal Poly Pomona al distrito de Hollywood de Los Ángeles, el edificio se ha exhibido en películas como Gattaca e Impostor, así como en varios spots comerciales de televisión para productos como automóviles y teléfonos celulares.

## Problemas técnicos y administrativos
El edificio CLA se encuentra directamente sobre la falla de San Jose Hills y tiene la segunda "puntuación de riesgo" sísmica más alta de 72.94, en el sistema de la Universidad Estatal de California, después de un edificio en CSU East Bay.  No sufrió daños estructurales como resultado del terremoto del 29 de julio de 2008 en Chino Hills, de una magnitud de 5.4.  Ha filtrado agua desde que se terminó en 1993, y las conexiones y vigas en el edificio no cumplen con las normas de seguridad contra terremotos de California.  Necesita tanto trabajo que los funcionarios universitarios comenzaron a pensar en demolerlo.  El Consejo de Administración de la CSU, en su reunión del 21 de septiembre de 2010, aprobó una propuesta para reemplazar el CLA con una nueva instalación.
"En su prisa por encontrar una solución rápida a los problemas estructurales comunes, los funcionarios universitarios han optado por arrasar este importante hito visual y, al hacerlo, demolerán una parte vital de la identidad de la universidad", dijo Predock al periódico The Architect´s Newspaper.
Actualmente se están discutiendo varias opciones sobre lo que va a pasar con el CLA, pero aún no se ha decidido nada.